# Атабасканські мови
Атаба́сканські мови (англ. Athabascan, Athabaskan, Athapaskan) — підсім'я у складі мов на-дене, куди входить разом з ще двома мовами — еяк і тлінгіт. Поширені в західній частині Північної Америки від Аляски на півночі до південного заходу США на півдні. Атабасканські мови — одне з найбільших об'єднань в Північній Америці, включає більше 40 мов, поширених в трьох ареалах. Загальна кількість мовців на атабасканських мовах — близько 180 тис. осіб. (1990 рр., оцінка).
Назва «Атабасканські мови» було штучно придумано Альбертом Галлатіном у 1826 році на основі назви озера Атабаска в центрі Канади (назва озера — з алгонкінської мови крі).

## Класифікація
Класифікація атабаскскіх мов нижче слід в основному по Керен Райс (Keren Rice), як вона дана в [Goddard 1996] і [Mithun 1999].
Сім'я на-дене
- тлінгіт
- еяк-атабасканська підсім'я:
  - еякська
  - атабасканська гілка:
    - південно-аляскінська (танаїна-атенська) група: денаїна (танаїна), атна (атена)
    - центрально-аляскинсько-юконська група
      - інгалік-коюконська підгрупа:
        - дег-хітан (інгалік) (Deg Xinag language)
        - коюкон-холікачук: коюкон, холікачук†

      - танана-верхньокускоквімська підгрупа
        - танана: верхня танана, нижня танана, танакрос
        - верхньокускоквімська мова (колчан)

      - тутчонська підгрупа: північна тутчоне, південна тутчоне
      - хан-гвічинська підгрупа: хан, гвічин (кучин)

    - цецаут
    - північнозахідно-канадська група:
      - талтан-секанська підгрупа
        - талтан-касканська підгрупа: талтан, тагіш, каска
        - бівер-секані: бівер (данезаа, дане-за), секані

      - слейві-херська (хер-чипевіанська) підгрупа: північна слейві (маунтин-хер-берлейк), догриб, слейві, чипевіан (чипев'ян, дене-суліне)

    - центрально-британо-колумбійська (каррієр-чилкотинська) група: чилкотин, нікола, керрієр (каррієр, дакелх), бабін-віцувітен (північна керрієр, бабін)
    - кваліоква-тлацканай
    - сарсі (цутина)
    - тихоокеанська група:
      - орегонська підгрупа: †верхня умпква (ампква), рог-ривер (включаючи діалекти †коквілл, кокільє, †часта-коста та інші), †галіс-еплгейт (дакубтун, еппльгейт), толова
      - каліфорнійська підгрупа: хупа (вкл. †чилула, †вілкут), †маттол, †ил-ривер (вкл. вайлакі, синкіоне, нонгатль, ласік, като)

    - апачійська група:
      - західноапачійська підгрупа: навахо, західно-апачійська (з діалектом вайт-маунтен, †сан-карлос, сібеке і тонто), мескалеро-чирикауанська апаче
      - східноапачійська підгрупа: хікарильянска апаче (хікарилья), ліпанська апаче (ліпан)
      - кайованська апаче (кайова-апаче, кіова-апаче)

## Поширення
У атабасканських мовах можна виділити три географічних ареали. Атабасканські мови північного ареалу одним масивом займають внутрішню (неберегову) частину штату Аляска (США) і північно-західну частину Канади (крім північного і тихоокеанського узбережжя), а саме територію Юкон, Північно-західні території, південну частину Нунавуту, північні частини провінцій Британська Колумбія, Альберта, Саскачеван та Манітоба. На Алясці поширені 11 мов: дег-хітан (інгалік; залишилося близько 40 носіїв), холікачук (близько 10), коюкон (близько 300), верхньокускоквімська (близько 30), денаїна (танайна, близько 70; це єдина з північних атабасканських мов, поширена на морському узбережжі — навколо затоки Кука), атна (близько 80), (нижня) танана (близько 30), танакрос (близько 60), верхня танана (близько 100), хан (близько 7) і гвічин (кутчин, близько 700). Останні дві мови поширені не тільки на Алясці, а й у Канаді. Мови Канади: північна тутчоне (близько 200), південна тутчоне (близько 200), тагіш (2), талтан (менше 40), каска (близько 400), † цецаут, секані (кілька сотень), бівер (менше 300), слейві (близько 2600), північна слейві (маунтен-хер-берлейк, близько 300), догриб (близько 2000), чипевіан (близько 15000, оцінка, 2004), цутина (сарсі, менш 50), бабін-віцувітен (північна каррієр, близько 1600), каррієр (близько 2000), чилкотин (близько 700), †нікола. Північні атабасканські мови вельми різноманітні; в цьому ареалі знаходиться прабатьківщина атабасків. Зазвичай її відносять до пограниччя Аляски і Канади. Мови північного ареалу насилу класифікуються на групи, вони представляють собою так званий діалектний ланцюг або мережу, в якій будь-які сусідні мови мають декілька загальних властивостей, які не розділяються іншими мовами.
Тихоокеанський ареал — це кілька анклавів. Більшість мов вимерло, лише у двох або трьох є по кілька носіїв. На кордоні сучасних штатів Вашингтон і Орегон — † кваліоква-тлацканай, південніше в штаті Орегон — †верхня умпква, рог-ривер (включаючи діалекти †коквілл, утутни, †часта-коста та ін.), †галіс-апплгейт і толова (остання також в Каліфорнії), в північній Каліфорнії — хупа, като, †маттол, †вайлакі і ще кілька вимерлих діалектів. Тихоокеанські мови значно відрізняються один від одної і від атабасканських мов інших ареалів. Передбачається, що вони відокремилися від північного атабасканського масиву на самому ранньому етапі.
Південний ареал — на південному заході США. Мови цього ареалу відділилися від північних мов пізніше, ніж тихоокеанські, — мабуть, не більше тисячі років тому. Південноатабасканські мови, інакше звані апачійськими, близькоспоріднені чітко виділяються як група. До них належить найчисленніша за кількістю носіїв північноамериканська мова — навахо (від 100 до 150 тис. носіїв, Нью-Мексико, Аризона, Юта та Колорадо). Поряд з навахо, до західноапачійської підгрупи відносяться мови західна апачі (з діалектами вайт-маунтен, сан-карлос, сібеке и тонто, близько 12 тис., Аризона) і мескалеро-чирикава (близько 1800, Нью-Мексико). Східноапачійські мови — хікарія (хікарилья) (близько 800, північ Нью-Мексико) і ліпан (майже вимерли, Нью-Мексико). Найбільш периферійний член апачійської групи — кайова-апачі (майже вимерла, Оклахома).

## Фонетика
Атабасканські мови мають консонантну систему «кавказького типу» — три серії проривних: слабкі, придихові та абруптивні (глотталізовані). Для праатабасканського стану реконструюється система з приблизно 40 приголосних фонем, що включає сім повних рядів проривних: зубні (d); чотири ряди передньоязичних аффрикат ([між]зубні: dz; альвеолярні: dž; лабіалізований / ретрофлексний džw і латеральні:  l); м'яко-велярний (ĝ) і увулярний (G). Всі ці ряди, крім двох крайніх, по-різному поєднуються в різних мовах, даючи велику різноманітність сучасних систем. Дзвінкі і глухі фрикатівні представлені у всіх рядах, крім ряду d.
Системи голосних атабасканських мов вельми різноманітні. У деяких сучасних мов є носові голосні. Для протоатабасканського стану реконструюється ознака глотталізації складу, який у багатьох сучасних атабасканських мовах реалізується як тон, причому в деяких мовах як високий, а в інших — як низький.

## Морфологія
Атабасканські мови є полісинтетичними, характеризуються дуже складною дієслівною морфологією (одна з найскладніших в світі). В дієслово інкорпороване велика кількість елементів — локативних, модальних тощо. В дієслово послідовно включаються займенникові елементи, що вказують на актанти і сірконстанти ситуації. Для північних мов характерна і інкорпорація іменних коренів. Багато предикацый складаються лише з дієслівної словоформи і не містять іменних словоформ. Рідкісна особливість атабасканських мов — майже виключно префіксальних характер аффіксації.
Конструкція речення (з точки зору кодування рольових відносин) в атабасканських мовах — акузативна. Базовий порядок слів у предикації — SOV. Відома типологічна особливість атабасканських мов — так звані класифікуючі дієслова. Так, одному українському дієслову може відповідати десяток і більш дієслівних коренів в залежності від класу, до якого належить абсолютивний аргумент цього дієслова. Всі нижченаведені верхньокускоквімські дієслова означають «щось лежить» і розрізняються лише класною приналежністю лежачого об'єкта: zi'onh (про круглий об'єкт), zidlo (про декілька об'єктів), 'isditlak' (про мокрий об'єкт), 'iltonh (про об'єкт в закритому контейнері) тощо.

## Сучасний стан
Багато атабасканських мов добре задокументовані, проте цілий ряд мов зникло або зникає раніше, ніж така документація була проведена. У той же час 8 атабасканських мов і в наш час засвоюються дітьми як рідні, що гарантує їх виживання протягом декількох найближчих десятиліть. Цілий ряд атабасканських мов викладається в школі, здійснюється громадська робота по підтримці та відродженню мов — наприклад, в резервації Хупа в північній Каліфорнії робляться спроби навчання молодих членів племені мови через тісне спілкування зі старшими.